# Prochlorococcus marinus
Prochlorococcus marinus – gatunek jednokomórkowych sinic, należących do klasy Cyanophyceae, rzędu Synechococcales. W momencie opisania jedyny przedstawiciel rodzaju Prochlorococcus.

## Biologia
Komórki Prochlorococcus marinus są elipsoidalne o szerokości 0,6–0,8 μm i długości 1,2–1,6 μm. W fazie wegetatywnej prawie kuliste, wydłużają się przed podziałem komórki. Z reguły występują pojedynczo, czasem parzyście. 
Komórki niepokryte śluzem. Wewnątrz komórki znajduje się od jednego do czterech tylakoidów gęsto ułożonych blisko ściany komórkowej. Zawierają one chlorofile a i b mające dwie grupy winylowe zamiast jednej, lecz mimo to są one odporne na silne światło, co jest ważną ewolucyjnie adaptacją. Brak fikobilisomów, obecne są za to różne karotenoidy. Ma zdolność miksotrofii, przyswajając aminokwasy, propionian siarczku metylu (DMSP), niektóre organiczne związki fosforu czy glukozę. 
Pomnaża przez poprzeczny podział komórki. Niektóre fragmenty genomu wykazują bardzo dużą zmienność. Odpowiedzialne za to jest przekazywanie ruchomych fragmentów DNA podobnych do transpozonów, jednak różniących się od nich na tyle, że zaproponowano ich wyróżnienie jako tychepozony. W momencie publikacji ich odkrycia (2023) były one znane wyłącznie u tego rodzaju.

## Ekologia i występowanie
Gatunek morski. Element fitoplanktonu, ze względu na rozmiar zaliczany do pikoplanktonu. Preferuje wody ciepłe, około 25 °C, choć nieprzekraczające 29 °C. Występuje w różnych rejonach Wszechoceanu i jest jednym z najliczniejszych fotoautotrofów. Według niektórych szacunków liczy on około 1027 osobników, będąc w ogóle najliczniejszym gatunkiem na Ziemi.

## Taksonomia
Gatunek i rodzaj odkryła Sallie Chisholm ze współpracownikami na podstawie prób pobranych w oceanie wokół Ameryki. Początkowo przypuszczano, że są to prochlorofity. Następnie, ze względu na odmienność od typowych prochlorofitów, jak Prochloron, ten sam zespół uznał, że jest on bliższy sinicom z rodzaju Synechococcus. W 1992 roku opisali oni na tej podstawie nowy rodzaj: Prochlorococcus, wówczas monotypowy, z nowym gatunkiem Prochlorococcus marinus. Za holotyp posłużył klon pochodzący od prób pobranych z Morza Sargassowego w 1988 roku (CCMP-1375), a jako dodatkowy służący do opisu wykorzystano szczep sklonowany z prób pobranych z Morza Śródziemnego w 1989 roku. Wzajemne podobieństwo tego i pokrewnych gatunków do typowych sinic i uważanych wówczas za odrębną linię prochlorofitów przekonało systematyków, że prochlorofity należy uważać jedynie za specyficzne sinice. Opis ten nie spełniał jednak reguł Międzynarodowego kodeksu nomenklatury bakterii, przez co nowy, poprawny opis został opublikowanyw 2020 roku przez zespół Jiřego Komárka z uwzględnieniem poprzedniego opisu, a pełna nazwa gatunku od tego czasu brzmi Prochlorococcus marinus Chisholm, Frankel, Goericke, Olson, Palenik, Waterbury, West-Johnsrud & Zettler ex Komárek et al. 2020. Dokonano wtedy też nowej diagnozy rodzaju Prochlorococcus i rodziny Prochlorococcaceae. Zespół ten wskazał na prawdopodobną potrzebę wydzielenia większej liczby gatunków wewnątrz tego rodzaju. W systemie AlgaeBase na początku 2023 roku nadal był to rodzaj monotypowy. W 2000 roku wyróżniono jeden podgatunek – pastoris, nazwany na cześć Louisa Pasteura.
Nazwa rodzajowa składa się z trzech członów nawiązujących do greckich i łacińskich słów oznaczających „przed”, „zieleń” i „jagoda”, tj. „prymitywna zielona kula”. Nazwa gatunkowa oznacza „morski”.